# Shalom (hudební skupina)
Shalom byla česká skupina hrající v letech 1992–1996 (některé zdroje uvádějí konec skupiny v roce 1994). Tvořili ji Petr Muk, Petr Kučera a Petr Hons, kteří spolu působili již v českobudějovické skupině Oceán, jež se rozpadla v roce 1993. Trio hudebníků doplňovaly vokalistky Jana Benetová, Jana Feriová a Jana Badurová.

## Historie skupiny
Během sametové revoluce se kapela Oceán, díky tehdejšímu manažerovi Jiřímu Vatkovi, prezentovala v roli předkapely Erasure. Hlavně trio Kučera, Muk, Hons je naplněno nápady na další materiál, který však nebyl přijat zbytkem skupiny Oceán. Došlo k dohodě o vytvoření dočasného projektu, do doby, než zbytek kapely přinese svůj materiál. V roce 1992 vznikla deska Shalom. K projektu byly přizvány zpěvačky Jana Benetová, Jana Feriová a Jana Badurová. První videoklipy projektu vznikají na Slovensku a posléze v Izraeli. Na druhém albu projektu Shalom se podílely opět vokalistky z prvního projektu, spolu s Lindou Finkovou a Michaelou Klímkovou. V roce 1994 kapela vydala singl Someday natočený v Londýně. Přesto po komerčně méně úspěšném druhém studiovém albu Brány vzkazů uvolněném roku 1994 došlo k ukončení projektu a Petr Muk zahájil práci na svém prvním sólovém albu.

## Diskografie

### Studiová alba
- 1992 – Shalom (Monitor 1992, reedice 2001)
- 1994 – Brány vzkazů (Monitor 1994, reedice 2001)

### Koncertní alba
- 1994 – 5,4,3,2,1: Shalom! (Live, Monitor 1994)

### Kompilační alba
- 2001 – Bon Soir, Mademoiselle Paris (Monitor 2001, 18 písní složeno ze singlů)
- 2008 – Shalom komplet (EMI/Virgin, vydáno 29. září 2008, obsahuje komplet 4 alb: Shalom a Brány vzkazů, album Bon Soir, mademoiselle Paris doplněné singly, které na původní desce zařazeny, a live záznam koncertu 5, 4, 3, 2, 1... Shalom!.)

### Singly, maxisingly
- 1992 – Až jednou
- 1992 – Léto měsíců
- 1993 – Olympictures
- 1993 – Ve větru
- 1994 – Za láskou
- 1994 – Someday

## Ocenění
Skupina získala tato ocenění:
- 1992 – Cena Melodie – kategorie Objev roku
- 1992 – Gramy – Petr Muk – kategorie Zpěvák roku
- 1992 – Gramy – kategorie Skupina roku